# 桑德蘭市
桑德蘭市（英語：City of Sunderland）是英國東北英格蘭泰恩-威爾郡的一個地方行政區，擁有英國城市地位。桑德蘭市這一政區得名於政區內最大的居民點桑德蘭，但範圍比桑德蘭市更大。桑德蘭市成立於1974年。據2011年人口普查，桑德蘭市有人口275,300人，其中174,286人居住在桑德蘭。整個桑德蘭都市區的建成區有人口335,000人。

## 外部連結
- Wearside Online
- Sunderland City Council Website
- 中的“City of Sunderland”
- 中的“Sunderland”

54°54′36″N 1°23′06″W / 54.910°N 1.385°W